# FIFA-Arabien-Pokal 2021
Der FIFA-Arabien-Pokal 2021 (offiziell: 2021 FIFA Arab Cup; arabisch كأس العرب 2021) war die erste Austragung unter diesem Namen und die zehnte insgesamt. Er wurde vom 30. November bis zum 18. Dezember 2021 in Katar ausgetragen. Es diente als Vorbereitung für die Weltmeisterschaft 2022 im selben Land und setzte damit die Tradition des FIFA-Konföderationen-Pokals als WM-Vorbereitungsturnier fort. Am Turnier nahmen 23 Mannschaften teil, darunter alle Mitglieder des arabischen Fußballverbandes (UAFA). Die UAFA sah den Wettbewerb als Fortsetzung des von 1963 bis 2012 neunmal ausgetragenen Arabischen Nationenpokals.
Sieger wurde Algerien, das Tunesien im Finale im al-Bayt Stadium von al-Chaur mit 2:0 nach Verlängerung schlug. Im Spiel um Platz 3 konnte sich die Mannschaft des Gastgebers nach einem 0:0 nach 120 Minuten durch ein 5:4 im Elfmeterschießen gegen Ägypten durchsetzen. Torschützenkönig wurde der Tunesier Seifeddine Jaziri mit vier Toren. Zum besten Spieler des Wettbewerbs wurde der Algerier Yacine Brahimi ernannt.

## Spielorte
Bereits bei der Auslosung wurde bestätigt, dass die Spiele in sechs der acht für die WM 2022 vorgesehenen Spielstätten stattfinden werden. Im Juli 2021 wurden von der FIFA dann die sechs Stadien in den vier Städten al-Chaur, al-Wakra, ar-Rayyan und Doha als Spielorte genannt. Alle Stadien waren für die WM 2022 neugebaut worden. Das Eröffnungsspiel fand im al-Janoub Stadium in al-Wakra und das Endspiel im al-Bayt Stadium in al-Chaur statt.
Alle sechs Stadien verfügten über eine Kapazität von mindestens 40.000 Zuschauern. Das größte Stadion war das al-Bayt Stadium in al-Chaur mit einer Kapazität von 68.895 Zuschauern, das kleinste Stadion hingegen, das Stadium 974, bot Platz für 44.089 Zuschauer.
| al-Chaur                            | ar-Rayyan                                | ar-Rayyan                               |
| ----------------------------------- | ---------------------------------------- | --------------------------------------- |
| al-Bayt Stadium Kapazität: 68.895   | Education City Stadium Kapazität: 44.667 | Ahmed bin Ali Stadium Kapazität: 45.032 |
| al-Bayt Stadium                     | Education City Stadium                   | Ahmed bin Ali Stadium                   |
| al-Wakra                            | Doha                                     | Doha                                    |
| al-Janoub Stadium Kapazität: 44.325 | Stadium 974 Kapazität: 44.089            | al-Thumama Stadium Kapazität: 44.400    |
| al-Janoub Stadium                   | Stadium 974                              | al-Thumama Stadium                      |

## Teilnehmer

### Qualifikation
Von den 23 Teilnehmern waren die besten neun in der FIFA-Weltrangliste von April 2021 direkt für die Endrunde gesetzt, während die restlichen 14 in der Qualifikation um sieben weitere Plätze spielten. Die Qualifikationsspiele wurden einen Tag vor der Gruppenauslosung festgelegt. Die bestplatzierte Mannschaft spielte gegen die niedrigstplatzierte, die zweitbeste gegen die zweitniedrigste und so weiter. Die Begegnungen fanden vom 19. Juni bis zum 25. Juni 2021 in zwei Stadien in ar-Rayyan statt. Sie wurden alle in jeweils einem Spiel entschieden. Bei einem Gleichstand wäre zunächst eine Verlängerung gespielt und dann gegebenenfalls ein Elfmeterschießen angewendet worden.
Spiele
|             | Ergebnis  |           |
| ----------- | --------- | --------- |
| Oman        | 2:1 (2:0) | Somalia   |
| Libanon     | 1:0 (0:0) | Dschibuti |
| Jordanien   | w/o       | Südsudan  |
| Bahrain     | 2:0 (0:0) | Kuwait    |
| Mauretanien | 2:0 (1:0) | Jemen     |
| Palästina   | 5:1 (2:1) | Komoren   |
| Libyen      | 0:1 (0:1) | Sudan     |

### Auslosung
Die Gruppenauslosung fand am 27. April 2021 im Katara-Opernhaus in Doha statt. Die 16 Endrundenteilnehmer wurden entsprechend ihrer Position in der FIFA-Weltrangliste von April 2021 auf vier Lostöpfe verteilt. Der Gastgeber aus Katar war als Kopf der Gruppe A und Algerien (Sieger des Afrika-Cups 2019) als Kopf der Gruppe D gesetzt. Die Sieger der Qualifikationsspiele 1 bis 3 waren Topf 3 zugeordnet, die restlichen befanden sich in Topf 4.
| Topf 1: - Katar (58, Gastgeber) - Tunesien (26) - Algerien (33) - Marokko (34) Topf 2: - Ägypten (46) - Saudi-Arabien (65) - Irak (68) - Ver. Arab. Emirate (73) | Topf 3: - Syrien (79) - Oman (80) - Libanon (93) - Jordanien (95) Topf 4: - Bahrain (99) - Mauretanien (101) - Palästina (104) - Sudan (123) |

| Gruppe A        | Gruppe B                   | Gruppe C              | Gruppe D         |
| --------------- | -------------------------- | --------------------- | ---------------- |
| Katar (Kader)   | Tunesien (Kader)           | Marokko (Kader)       | Algerien (Kader) |
| Irak (Kader)    | Ver. Arab. Emirate (Kader) | Saudi-Arabien (Kader) | Ägypten (Kader)  |
| Oman (Kader)    | Syrien (Kader)             | Jordanien (Kader)     | Libanon (Kader)  |
| Bahrain (Kader) | Mauretanien (Kader)        | Palästina (Kader)     | Sudan (Kader)    |

## Gruppenphase

### Gruppe A
| Pl. | Land    | Sp. | S | U | N | Tore    | Diff. | Punkte |
| --- | ------- | --- | - | - | - | ------- | ----- | ------ |
| 1.  | Katar   | 3   | 3 | 0 | 0 | 006:100 | +5    | 09     |
| 2.  | Oman    | 3   | 1 | 1 | 1 | 005:300 | +2    | 04     |
| 3.  | Irak    | 3   | 0 | 2 | 1 | 001:400 | −3    | 02     |
| 4.  | Bahrain | 3   | 0 | 1 | 2 | 000:400 | −4    | 01     |

| 30. November 2021, 16:00 Uhr (14:00 Uhr MEZ) in al-Wakra             |   |         |           |
| Irak                                                                 | – | Oman    | 1:1 (0:0) |
| 30. November 2021, 19:30 Uhr (17:30 Uhr MEZ) in al-Chaur             |   |         |           |
| Katar                                                                | – | Bahrain | 1:0 (0:0) |
| 3. Dezember 2021, 13:00 Uhr (11:00 Uhr MEZ) in Doha (al-Thumama)     |   |         |           |
| Bahrain                                                              | – | Irak    | 0:0       |
| 3. Dezember 2021, 16:00 Uhr (14:00 Uhr MEZ) in ar-Rayyan (Education) |   |         |           |
| Oman                                                                 | – | Katar   | 1:2 (0:1) |
| 6. Dezember 2021, 22:00 Uhr (20:00 Uhr MEZ) in ar-Rayyan (Ahmad)     |   |         |           |
| Oman                                                                 | – | Bahrain | 3:0 (1:0) |
| 6. Dezember 2021, 22:00 Uhr (20:00 Uhr MEZ) in al-Chaur              |   |         |           |
| Katar                                                                | – | Irak    | 3:0 (0:0) |

### Gruppe B
| Pl. | Land               | Sp. | S | U | N | Tore    | Diff. | Punkte |
| --- | ------------------ | --- | - | - | - | ------- | ----- | ------ |
| 1.  | Tunesien           | 3   | 2 | 0 | 1 | 006:300 | +3    | 06     |
| 2.  | Ver. Arab. Emirate | 3   | 2 | 0 | 1 | 003:200 | +1    | 06     |
| 3.  | Syrien             | 3   | 1 | 0 | 2 | 004:400 | ±0    | 03     |
| 4.  | Mauretanien        | 3   | 1 | 0 | 2 | 003:700 | −4    | 03     |

| 30. November 2021, 13:00 Uhr (11:00 Uhr MEZ) in ar-Rayyan (Ahmad)  |   |                    |           |
| Tunesien                                                           | – | Mauretanien        | 5:1 (3:1) |
| 30. November 2021, 22:00 Uhr (20:00 Uhr MEZ) in Doha (Stadium 974) |   |                    |           |
| Ver. Arab. Emirate                                                 | – | Syrien             | 2:1 (2:0) |
| 3. Dezember 2021, 19:00 Uhr (17:00 Uhr MEZ) in Doha (Stadium 974)  |   |                    |           |
| Mauretanien                                                        | – | Ver. Arab. Emirate | 0:1 (0:0) |
| 3. Dezember 2021, 22:00 Uhr (20:00 Uhr MEZ) in al-Chaur            |   |                    |           |
| Syrien                                                             | – | Tunesien           | 2:0 (1:0) |
| 6. Dezember 2021, 18:00 Uhr (16:00 Uhr MEZ) in al-Wakra            |   |                    |           |
| Syrien                                                             | – | Mauretanien        | 1:2 (0:0) |
| 6. Dezember 2021, 18:00 Uhr (16:00 Uhr MEZ) in Doha (al-Thumama)   |   |                    |           |
| Tunesien                                                           | – | Ver. Arab. Emirate | 1:0 (1:0) |

### Gruppe C
| Pl. | Land          | Sp. | S | U | N | Tore    | Diff. | Punkte |
| --- | ------------- | --- | - | - | - | ------- | ----- | ------ |
| 1.  | Marokko       | 3   | 3 | 0 | 0 | 009:000 | +9    | 09     |
| 2.  | Jordanien     | 3   | 2 | 0 | 1 | 006:500 | +1    | 06     |
| 3.  | Saudi-Arabien | 3   | 0 | 1 | 2 | 001:300 | −2    | 01     |
| 4.  | Palästina     | 3   | 0 | 1 | 2 | 002:100 | −8    | 01     |

| 1. Dezember 2021, 19:00 Uhr (17:00 Uhr MEZ) in al-Wakra              |   |               |           |
| Marokko                                                              | – | Palästina     | 4:0 (1:0) |
| 1. Dezember 2021, 22:00 Uhr (20:00 Uhr MEZ) in ar-Rayyan (Education) |   |               |           |
| Saudi-Arabien                                                        | – | Jordanien     | 0:1 (0:0) |
| 4. Dezember 2021, 13:00 Uhr (11:00 Uhr MEZ) in ar-Rayyan (Ahmad)     |   |               |           |
| Jordanien                                                            | – | Marokko       | 0:4 (0:3) |
| 4. Dezember 2021, 22:00 Uhr (20:00 Uhr MEZ) in ar-Rayyan (Education) |   |               |           |
| Palästina                                                            | – | Saudi-Arabien | 1:1 (1:0) |
| 7. Dezember 2021, 18:00 Uhr (16:00 Uhr MEZ) in Doha (al-Thumama)     |   |               |           |
| Marokko                                                              | – | Saudi-Arabien | 1:0 (1:0) |
| 7. Dezember 2021, 18:00 Uhr (16:00 Uhr MEZ) in Doha (Stadium 974)    |   |               |           |
| Jordanien                                                            | – | Palästina     | 5:1 (2:1) |

### Gruppe D
| Pl.                                                            | Land     | Sp. | S | U | N | Tore    | Diff. | Punkte |
| -------------------------------------------------------------- | -------- | --- | - | - | - | ------- | ----- | ------ |
| 1.                                                             | Ägypten  | 3   | 2 | 1 | 0 | 007:100 | +6    | 07     |
| 2.                                                             | Algerien | 3   | 2 | 1 | 0 | 007:100 | +6    | 07     |
| 3.                                                             | Libanon  | 3   | 1 | 0 | 2 | 001:300 | −2    | 03     |
| 4.                                                             | Sudan    | 3   | 0 | 0 | 3 | 000:100 | −10   | 0      |
| Anmerkung: Ägypten vor Algerien aufgrund der Fair-Play-Wertung |          |     |   |   |   |         |       |        |

| 1. Dezember 2021, 13:00 Uhr (11:00 Uhr MEZ) in ar-Rayyan (Ahmad)     |   |          |           |
| Algerien                                                             | – | Sudan    | 4:0 (3:0) |
| 1. Dezember 2021, 16:00 Uhr (14:00 Uhr MEZ) in Doha (al-Thumama)     |   |          |           |
| Ägypten                                                              | – | Libanon  | 1:0 (0:0) |
| 4. Dezember 2021, 16:00 Uhr (14:00 Uhr MEZ) in al-Wakra              |   |          |           |
| Libanon                                                              | – | Algerien | 0:2 (0:0) |
| 4. Dezember 2021, 19:00 Uhr (17:00 Uhr MEZ) in Doha (Stadium 974)    |   |          |           |
| Sudan                                                                | – | Ägypten  | 0:5 (0:3) |
| 7. Dezember 2021, 22:00 Uhr (20:00 Uhr MEZ) in al-Wakra              |   |          |           |
| Algerien                                                             | – | Ägypten  | 1:1 (1:0) |
| 7. Dezember 2021, 22:00 Uhr (20:00 Uhr MEZ) in ar-Rayyan (Education) |   |          |           |
| Libanon                                                              | – | Sudan    | 1:0 (0:0) |

## Finalrunde

### Spielplan
|  | Viertelfinale      | Viertelfinale |          |          | Halbfinale       | Halbfinale |  |  | Finale | Finale |
|  |                    |               |          |          |                  |            |  |  |        |        |
|  |                    |               |          |          |                  |            |  |  |        |        |
|  | Tunesien           | 2             |          |          |                  |            |  |  |        |        |
|  | Tunesien           | 2             |          |          |                  |            |  |  |        |        |
|  | Oman               | 1             |          |          |                  |            |  |  |        |        |
|  | Oman               | 1             | Tunesien | 1        |                  |            |  |  |        |        |
|  |                    |               | Tunesien | 1        |                  |            |  |  |        |        |
|  |                    | Ägypten       | 0        |          |                  |            |  |  |        |        |
|  | Ägypten            | Ägypten       | 0        | 131      |                  |            |  |  |        |        |
|  | Ägypten            |               |          | 131      |                  |            |  |  |        |        |
|  | Jordanien          | 1             |          |          |                  |            |  |  |        |        |
|  |                    |               | Tunesien | 0        |                  |            |  |  |        |        |
|  |                    |               |          | Algerien | 121              |            |  |  |        |        |
|  | Katar              | 5             |          |          |                  |            |  |  |        |        |
|  | Ver. Arab. Emirate | 0             |          |          |                  |            |  |  |        |        |
|  | Ver. Arab. Emirate | 0             | Katar    | 1        |                  |            |  |  |        |        |
|  |                    |               | Katar    | 1        | Spiel um Platz 3 |            |  |  |        |        |
|  |                    | Algerien      | 2        |          |                  |            |  |  |        |        |
|  | Marokko            | Algerien      | 2        | 2 (3)    | Ägypten          | 0 (4)      |  |  |        |        |
|  | Marokko            |               |          | 2 (3)    | Ägypten          | 0 (4)      |  |  |        |        |
|  | Algerien           | 22 (5)2       |          | Katar    | 20 (5)2          |            |  |  |        |        |
|  | Algerien           | 22 (5)2       |          |          | 20 (5)2          |            |  |  |        |        |
|  |                    |               |          |          |                  |            |  |  |        |        |

1 Sieg nach Verlängerung

2 Sieg im Elfmeterschießen

### Viertelfinale
| 10. Dezember 2021, 18:00 Uhr (16:00 Uhr MEZ) in ar-Rayyan (Education) |   |                    |                                 |
| Tunesien                                                              | – | Oman               | 2:1 (1:0)                       |
| 10. Dezember 2021, 22:00 Uhr (20:00 Uhr MEZ) in al-Chaur              |   |                    |                                 |
| Katar                                                                 | – | Ver. Arab. Emirate | 5:0 (5:0)                       |
| 11. Dezember 2021, 18:00 Uhr (16:00 Uhr MEZ) in al-Wakra              |   |                    |                                 |
| Ägypten                                                               | – | Jordanien          | 3:1 n. V. (1:1, 1:1)            |
| 11. Dezember 2021, 22:00 Uhr (20:00 Uhr MEZ) in Doha (al-Thumama)     |   |                    |                                 |
| Marokko                                                               | – | Algerien           | 2:2 n. V. (1:1, 0:0), 3:5 i. E. |

### Halbfinale
| 15. Dezember 2021, 18:00 Uhr (16:00 Uhr MEZ) in Doha (Stadium 974) |   |          |           |
| Tunesien                                                           | – | Ägypten  | 1:0 (0:0) |
| 15. Dezember 2021, 22:00 Uhr (20:00 Uhr MEZ) in Doha (al-Thumama)  |   |          |           |
| Katar                                                              | – | Algerien | 1:2 (0:0) |

### Spiel um Platz 3
| 18. Dezember 2021, 13:00 Uhr (11:00 Uhr MEZ) in Doha (Stadium 974) |   |       |                      |
| Ägypten                                                            | – | Katar | 0:0 n. V., 4:5 i. E. |

### Finale
| Tunesien                                                                     | Tunesien | Algerien | Algerien |
| ---------------------------------------------------------------------------- | --- | --- | -------- |
| Tunesien                                                                     | \| Finale \| \| 18. Dezember 2021 um 18:00 Uhr (16:00 Uhr MEZ) in al-Chaur (al-Bayt Stadium) \| \| Zuschauer: 60.456 \| \| Schiedsrichter: Daniel Siebert ( Deutschland) \| \| Spielbericht \| | \| Finale \| \| 18. Dezember 2021 um 18:00 Uhr (16:00 Uhr MEZ) in al-Chaur (al-Bayt Stadium) \| \| Zuschauer: 60.456 \| \| Schiedsrichter: Daniel Siebert ( Deutschland) \| \| Spielbericht \| | Algerien |
| Tunesien                                                                     | Mouez Hassen – Mohamed Dräger, Montassar Talbi, Bilel Ifa, Mohamed Amine Ben Hamida (101. Ali Maâloul) – Naïm Sliti (110. Firas Ben Larbi), Hannibal Mejbri (88. Mohamed Ali Ben Romdhane), Ghailene Chaalali, Ferjani Sassi (101. Saad Bguir), Youssef Msakni – Seifeddine Jaziri Cheftrainer: Mondher Kebaier | Raïs M’Bolhi – Houcine Benayada (120.+3' Mohamed Amine Tougai), Abdelkader Bedrane, Djamel Benlamri, Ilyes Chetti – Houssem Mrezigue (91. Zakaria Draoui), Sofiane Bendebka (118. Mehdi Tahrat) – Tayeb Meziani (66. Amir Sayoud), Yacine Brahimi, Youcef Belaïli – Baghdad Bounedjah Cheftrainer: Madjid Bougherra | Algerien |
| Tunesien                                                                     | 0:1 Sayoud (99.) 0:2 Brahimi (120.+5') | | Algerien |
| Tunesien                                                                     | Msakni (39.), Jaziri (40.), Ben Hamida (43.), Sassi (64.) | Chetti (13.), Bounedjah (40.), Bendebka (90.+3'), Brahimi (120.+4') | Algerien |
| Finale                                                                       | | |          |
| 18. Dezember 2021 um 18:00 Uhr (16:00 Uhr MEZ) in al-Chaur (al-Bayt Stadium) | | |          |
| Zuschauer: 60.456                                                            | | |          |
| Schiedsrichter: Daniel Siebert ( Deutschland)                                | | |          |
| Spielbericht                                                                 | | |          |

## Beste Torschützen
Nachfolgend sind die besten Torschützen des Turnieres aufgeführt. Bei gleicher Anzahl an Toren sind die Spieler zunächst nach der Anzahl der Vorlagen und anschließend nach den Spielminuten sortiert.
| Rang | Nat       | Spieler           | Tore | Vorlagen | Spielminuten |
| ---- | --------- | ----------------- | ---- | -------- | ------------ |
| 01   | Tunesien  | Seifeddine Jaziri | 4    | 0        | 511          |
| 02   | Algerien  | Yacine Brahimi    | 3    | 1        | 580          |
| 03   | Jordanien | Yazan al-Naimat   | 3    | 0        | 166          |
| 04   | Marokko   | Badr Benoun       | 3    | 0        | 300          |
| 05   | Katar     | Almoez Abdulla    | 3    | 0        | 491          |
| 06   | Katar     | Akram Afif        | 2    | 4        | 461          |
| 07   | Algerien  | Baghdad Bounedjah | 2    | 2        | 402          |
| 08   | Agypten   | Ahmed Refaat      | 2    | 1        | 233          |
| 09   | Marokko   | Abdelilah Hafidi  | 2    | 1        | 238          |
| 10   | Oman      | Arshad al-Alawi   | 2    | 1        | 299          |
| 11   | Algerien  | Djamel Benlamri   | 2    | 1        | 300          |
| 12   | Tunesien  | Youssef Msakni    | 2    | 1        | 432          |
| 13   | Algerien  | Youcef Belaïli    | 2    | 1        | 507          |

Zu diesen besten Torschützen mit mindestens zwei Toren und einer Vorlage kommen vier weitere mit je zwei Toren ohne Vorlage, 38 weitere mit je einem Tor sowie fünf Eigentore.

## Schiedsrichter

### Hauptschiedsrichter
Im Oktober 2021 nominierte die FIFA 12 Schiedsrichter sowie 24 Schiedsrichterassistenten aus allen sechs Kontinentalverbänden für das Turnier. Aus Südamerika stammten drei, aus Asien, Afrika, Nordamerika sowie Europa jeweils zwei und aus Ozeanien ein Schiedsrichterteam. Von den Schiedsrichtern hatten bis auf Andrés Matonte (Uruguay) und Facundo Tello (Argentinien) alle anderen zuvor schon Spiele bei einer Kontinentalmeisterschaft geleitet. Der Iraner Alireza Faghani, der Japaner Ryūji Satō, der Gambier Bakary Gassama, der Sambier Janny Sikazwe und der Neuseeländer Matthew Conger waren auch bei der WM 2018 in Russland im Einsatz.
Alle nominierten Schiedsrichterteams kamen mindestens zweimal zum Einsatz. Das Eröffnungsspiel zwischen Tunesien und Mauretanien leitete der Iraner Alireza Faghani. Für das Finale war der Deutsche Daniel Siebert verantwortlich, der zudem mit vier Einsätzen die meisten Spielleitungen aufweist.
| Verband  | Schiedsrichter     | Land        | Assistent 1           | Assistent 2            | Spiele |     |   |   |
| -------- | ------------------ | ----------- | --------------------- | ---------------------- | ------ | --- | - | - |
| AFC      | Alireza Faghani    | Iran        | Mohammadreza Mansouri | Mohammadreza Abolfazli | 03     | 008 | 0 | 0 |
| AFC      | Ryūji Satō         | Japan       | Jun Mihara            | Osamu Nomura           | 02     | 001 | 0 | 0 |
| CAF      | Bakary Gassama     | Gambia      | Djibril Camara        | Elvis Noupue           | 02     | 003 | 1 | 1 |
| CAF      | Janny Sikazwe      | Sambia      | Zakhele Siwela        | Jerson Dos Santos      | 02     | 006 | 1 | 0 |
| CONCACAF | Fernando Hernández | Mexiko      | Micheal Barwegen      | Karen Díaz             | 02     | 005 | 0 | 3 |
| CONCACAF | Said Martínez      | Honduras    | Walter López          | Christian Ramírez      | 03     | 007 | 1 | 0 |
| CONMEBOL | Andrés Matonte     | Uruguay     | Martín Soppi          | Carlos Barreiro        | 03     | 012 | 1 | 0 |
| CONMEBOL | Wilton Sampaio     | Brasilien   | Danilo Manis          | Bruno Pires            | 03     | 007 | 0 | 0 |
| CONMEBOL | Facundo Tello      | Argentinien | Ezequiel Brailovsky   | Gabriel Chade          | 03     | 010 | 0 | 1 |
| OFC      | Matthew Conger     | Neuseeland  | Tevita Makasini       | Bernard Mutukera       | 02     | 005 | 1 | 1 |
| UEFA     | Szymon Marciniak   | Polen       | Paweł Sokolnicki      | Tomasz Listkiewicz     | 03     | 013 | 2 | 0 |
| UEFA     | Daniel Siebert     | Deutschland | Rafael Foltyn         | Christian Gittelmann   | 04     | 017 | 0 | 0 |
| Gesamt   | Gesamt             | Gesamt      | Gesamt                | Gesamt                 | 32     | 094 | 7 | 6 |

### Videoassistenten (VAR)
Für den Videobeweis wurden 17 Videoassistenten nominiert, von denen fünf aus Europa, vier aus Südamerika, jeweils drei aus Asien und Nordamerika sowie zwei aus Afrika stammten. Ibrahim Aly el-Said aus Ägypten, Fabio Maresca aus Italien und Eber Aquino aus Paraguay kamen nicht zum Einsatz.
| Verband  | Schiedsrichter             | Land               | Spiele |
| -------- | -------------------------- | ------------------ | ------ |
| AFC      | Shaun Evans                | Australien         | 3      |
| AFC      | Hiroyuki Kimura            | Japan              | 2      |
| AFC      | Abdulla al-Marri           | Katar              | 2      |
| CAF      | Rédouane Jiyed             | Marokko            | 1      |
| CONCACAF | Adonai Escobedo            | Mexiko             | 2      |
| CONCACAF | Fernando Guerrero          | Mexiko             | 2      |
| CONCACAF | Jair Marrufo               | Vereinigte Staaten | 2      |
| CONMEBOL | Leodán González            | Uruguay            | 2      |
| CONMEBOL | Juan Soto                  | Venezuela          | 3      |
| CONMEBOL | Rafael Traci               | Brasilien          | 3      |
| UEFA     | Tomasz Kwiatkowski         | Polen              | 3      |
| UEFA     | Guillermo Cuadra Fernández | Spanien            | 2      |
| UEFA     | Christian Dingert          | Deutschland        | 4      |
| UEFA     | Kevin Blom                 | Niederlande        | 1      |